# Der Zürich-Krimi: Borchert und die tödliche Falle
Borchert und die tödliche Falle ist ein Fernsehfilm aus der Kriminalfilmreihe Der Zürich-Krimi. Er wurde im Auftrag von ARD Degeto für Das Erste produziert. Die Erstausstrahlung der siebten Folge der Filmreihe war ursprünglich für den 16. Januar 2020 vorgesehen, wurde aber wegen der Übertragung der Hauptrunde der Handball-Europameisterschaft 2020 verschoben und fand am 23. April 2020 im Ersten statt. Vor der geplanten Ausstrahlung im Januar war der Film bereits für drei Tage in der ARD Mediathek abrufbar.

## Handlung
Borchert will mit seiner Vorgesetzten Dominique Kuster und deren Vater, seinem allerbesten Freund Reto Zanger, auf drei Jahre erfolgreiche Zusammenarbeit anstoßen. In dem silbernen Wohnwagen, in dem Bochert seit seiner Rückkehr nach Zürich vor seinem Elternhaus campiert, bereitet der Anwalt ohne Lizenz daher ein Abendessen für die beiden zu. Reto Zanger wird jedoch spontan telefonisch zu einem Geschäftstermin nach Genf gerufen und bittet seine Tochter, für ihn am nächsten Tag einen Haftprüfungstermin zu übernehmen. Während er Dominique Kuster zurück in ihre Wohnung fährt, weiht er sie in den Fall ein. Seinem Mandanten Alexander Böni wird ein Raubüberfall mit schwerer Körperverletzung vorgeworfen. Während der zurückgelassene Borchert seinen Freund und gelegentlichen privaten Taxifahrer Beat Bürgi zum Bœuf Stroganoff und reichlich Rotwein einlädt, arbeitet Dominique Kuster sich abends noch in den Fall ein. Der Mandant sitzt seit fünf Jahren in Haft und hofft nun auf Haftentlassung wegen guter Führung. Während ihr Vater in Genf für die Suiesse Metall AG den Verkauf eines Stahlwerks moderiert, bespricht die Anwältin ihren neuen Fall mit ihrer Sekretärin Regula Gabrielli und eilt dann zum Gericht, wo sie zunächst in den falschen Gerichtssaal läuft, da die Anhörung offensichtlich kurzfristig verlegt wurde. Regula Gabrielli ruft inzwischen Borchert an und bittet ihn in die Kanzlei. Dominique Kuster trifft zunächst bei ihrem neuen Mandanten auf Skepsis und wird zudem von der Richterin abschätzig behandelt. Während der Verlesung des Sachverhalts durch die Richterin Marie-Louise Mildenberger zieht Alexander Böni plötzlich eine vorab dort platzierte Schusswaffe unter dem Tisch hervor, springt auf und bedroht die Anwesenden. Nachdem er die Anwesenden gezwungen hat, ihre Handys herzugeben und sich auf den Boden zu legen, verlangt er einen Unterhändler, um seine Forderungen zu übermitteln. Inzwischen trifft Borchert verkatert in der Kanzlei ein und nimmt Einsicht in den aktuellen Fall von Dominique Kuster. Währenddessen treffen Hauptmann Marco Furrer und Urs Aeggi, die gerade zufällig in der Nähe waren, am Obergericht ein, wo auch bereits ein Fernsehteam eingetroffen ist. Im allgemeinen Durcheinander schleicht sich der junge Journalist Jonas Matz unbemerkt an der Einlasskontrolle und dem Metalldetektor vorbei. Marco Furrer richtet sich einen Raum das Koordinationszentrale ein und erfährt durch eine Liste, dass sich Dominique Kuster unter den Geiseln befindet. Er bittet seinen Vorgesetzten Major Beat Wenger darum, wegen Befangenheit abgelöst zu werden, was von diesem aber mit Verweis auf die knappe Personallage abgelehnt wird. Nachdem der Geiselnehmer einige der Geiseln gezwungen hat, die Tür des Sitzungssaales zu verbarrikadieren, telefoniert er mit Marco Furrer, um seine Forderungen mitzuteilen: zwei Millionen US-Dollar und einen Fluchthubschrauber. Der erste Kontakt zwischen den beiden endet jedoch fruchtlos. 
Aus dem Fernsehen erfahren Borchert und Regula Gabrielli in der Kanzlei inzwischen von der Geiselnahme. Borchert versucht Reto Zanger zu erreichen, aber der drückt den Anruf weg, da er sich mitten in Verhandlungen befindet. Im Anschluss an seinen erfolgreichen Termin trifft der Anwalt zufällig vor der Tür seinen Bekannten Paul Läutner von der Stahltech AG, mit dem er spontan ein Café aufsucht. Unterdessen trifft Borchert am Obergericht ein und tauscht sich mit Marco Furrer aus, der über einen seltsamen Zufall grübelt: der fragliche Gerichtssaal ist der einzige Raum, der nicht über eine Kamera einsehbar ist. Beide rätseln über das Motiv Alexander Bönis und unterhalten sich anschließend mit dessen Frau Ines Böni, die sie dazu bewegen können, mit ihrem Mann zu sprechen, um die Situation zu deeskalieren. Als Alexander Böni mitbekommt, dass seine Frau im Auftrag der Polizei telefoniert, bricht er das Gespräch wutentbrannt ab. Wenig später versucht Ines Böni erfolglos, in den Gerichtssaal einzudringen. Aufgeschreckt durch den plötzlichen Tumult vor der Tür gibt der Geiselnehmer zwei Schüsse ab. Die ganze Szene wird von dem jungen Journalisten Jonas Matz unbemerkt per Handy gefilmt. Wenig später unterrichtet Borchert seinen Freund Reto Zanger, der gerade auf der Rückreise von Genf ist, telefonisch von der Geiselnahme. Obwohl der Polizeihauptmann versucht, Borchert zu überreden, das Obergericht zu verlassen, bleibt dieser zudem vor Ort. Er findet heraus, dass die Anhörung kurzfristig von einem Raum mit großen Außenfenstern in den nicht einsehbaren Gerichtssaal verlegt wurde und macht den Polizeihauptmann darauf aufmerksam. Dann fährt er zum Flughafen, um Reto Zanger abzuholen. Währenddessen stiehlt Jonas Matz eine Gerichtsdiener-Uniform und das Lösegeld trifft ein. Im Taxi unterhalten sich Borchert und Reto Zanger über das Mandat, das von dem Anwalt nur übernommen wurde, weil die Mutter des Straftäters ihn darum gebeten hatte. Unterdessen versucht Dominique Kuster ihren Mandanten zur Aufgabe zu überreden. Unbemerkt von dem Geiselnehmer ist es der Richterin inzwischen gelungen eine Spraydose in den Saal zu schmuggeln, mit der sie Alexander Böni in die Augen sprayt. Im daraufhin entstehenden Durcheinander löst sich ein Schuss, der den Wachmann ins Bein trifft. Zudem wird Dominique Kuster gegen das Richterpult geschleudert und bricht ohnmächtig zusammen. Borchert sucht indessen Ines Böni zu Hause auf und trifft dort auch auf den Sohn von Alexander Böni. Der Anwalt befragt die Frau nach dem Überfall, der der Grund für Bönis Gefängnisaufenthalt ist und bittet sie um ihre Einschätzung. Aus dem Gespräch zieht Borchert den Schluss, dass Dominique Kusters Mandant die Geiselnahme von langer Hand geplant und dabei Unterstützung hatte. Der Geiselnehmer spricht währenddessen mit Marco Furrer. Der von diesem arrangierte Helikopter wird vom Alexander Böni aufgrund der begrenzten Reichweite der Maschine abgelehnt. Im Saal entdecken Dominique Kuster und die Richterin, dass sie über eine improvisierte Kamera beobachtet werden, die an der Deckenlöampe angebracht ist. In seiner Kanzlei sieht Reto Zanger sich währenddessen außerstande, die dringend benötigten Vertragsunterlagen für den Deal der Suisse Metall AG fertigzustellen und überlässt es seiner Sekretärin Frau Schönlein, die Offerte zu finalisieren. Er lässt sich von Borchert telefonisch auf den neuesten Stand bringen und willigt ein, ihm eine Liste mit allen Wärtern und allen Besuchern zu besorgen, die im Gefängnis Kontakt zu Alexander Böni hatten. Zudem erinnert er sich an sein Gespräch mit Paul Loitner von der Stahltech AG, den er zufällig in Genf getroffen hatte – dieser ist der Stiefvater des Geiselnehmers. 
Am Obergericht hat es Jonas Matz in seiner gestohlenen Gerichtsdiener-Uniform mittlerweile geschafft, sich vor der Tür des Saals zu positionieren in dem Alexander Böni seine Geiseln gefangenhält. Er führt dort eine kleine Kamera durch eines der Einschusslöcher, was vom Geiselnehmer bemerkt wird. Dieser springt auf und trifft den vermeintlichen Gerichtsdiener mit einem Schuss durch die Saaltür – Jonas Matz bricht schwer getroffen zusammen. Borchert spricht unterdessen im Gefängnis mit dem Häftling Peter Maurer. Dieser hatte vor kurzem eine körperliche Auseinandersetzung mit Alexander Böni. Borchert stellt ihm in Aussicht, ihn zu vertreten, daraufhin schildert Peter Maurer dem Anwalt den Vorfall. Borchert erfährt von Peter Maurer, dass Alexander Böni schon im Vorhinein davon wusste, dass Dominique Kuster ihn vertreten würde und nicht Reto Zanger. Das ist eigentlich unmöglich, denn über dieses Mandat war ja erst am Vorabend entschieden worden. Auf der Suche nach Aufklärung spricht Borchert bei Reto Zangers Kanzlei vor, dieser lässt sich allerdings, sichtlich erschüttert, durch seine Sekretärin Frau Schönlein verleugnen. Über die Aufnahmen, die Jonas Matz vor seinem Tod von Alexander Böni gemacht hat, erfährt Ines Böni von den Zuständen im Gerichtssaal. Zudem ermöglichen die Aufnahmen es Marco Furrer, abzuschätzen, wie viele Schuss der Geiselnehmer noch in seiner Waffe hat. Er fasst den Plan, Alexander Böni auszuschalten und bittet seinen Vorgesetzten Beat Wenger telefonisch um eine Genehmigung. Obwohl der Polizeimajor diese ablehnt, gibt Marco Furrer die Anweisung, in den Saal vorzudringen. Daraufhin kriecht eine Scharfschützin durch einen Lüftungsschacht und gibt einen Schuss auf den Geiselnehmer ab, der diesen verletzt aber nicht tötet. Es gelingt ihm, die Polizistin mit der zweiten Pistole, die er dem Wachmann abgenommen hatte, zu treffen. Die Scharfschützin wird schwer verletzt geborgen. Marco Furrer wird von dem eintreffenden Beat Wenger zur Rede gestellt und seines Kommandos enthoben. Er bietet sich Alexander Böni im Austausch für Dominique Kuster als Geisel an. Dieser lehnt ab, willigt aber ein, den schwer verletzten Wachmann gegen den Polizeihauptmann auszutauschen. Zudem lässt er eine weibliche Geisel frei und verlangt doppelt soviel Lösegeld, wie vorher. Nach dem Gespräch mit dem verletzten Wachmann wird auch dem Polizeihauptmann klar, dass Alexander Böni von außerhalb Hilfe erhält und Borchert von Anfang an recht hatte. Dieser stellt inzwischen Reto Zanger in dessen Kanzlei zur Rede und konfrontiert ihn mit dem Verdacht, dass die Geschehnisse des Tages mit dem Anwalt und seinem Geschäft mit der Suisse Metal AG zusammenhängen. 
Durch einen Blick in die Unterlagen des Stahlwerkverkaufs werden Borchert die Zusammenhänge offenbar: der Stiefvater von Alexander Böni ist daran interessiert, dass dieses Geschäft zugunsten der Stahltech platzt. In einer Rückblende wird klar, dass Paul Loitnter Reto Zanger bei ihrem Treffen in Genf erpresst hat. Wenn es Alexander Böni gelingt, die angebliche Geiselnahme solange aufrechtzuerhalten, bis das Geschäft zu Ungunsten der Suisse Metal AG ausgeht, erhält er von seinem Stiefvater eine Belohnung. Marco Furrer trifft mittlerweile im Gerichtssaal ein und gesellt sich zu den Geiseln. Borchert überzeugt Polizeimajor Wenger mithilfe seiner Informationen, dass einfach abgewartet werden muss, bis der Termin zur Einreichung eines Angebots der Suisse Metal AG abgelaufen ist und Alexander Böni planmäßig aufgibt. Dieser lässt inzwischen die Richterin frei, was Dominique Kuster dazu nutzt, Marco Furrer zu unterrichten, dass ihr Vater und seine Mandanten wahrscheinlich etwas mit den Vorfällen zu tun haben. Als Alexander Böni die Vertrautheit zwischen den beiden bemerkt, trennt er den Polizeihauptmann und die Anwältin. Nachdem die verabredete Zeit verstrichen ist, erhält er einen Anruf von seinem Stiefvater, der ihm die Nummer des Kontos mitteilt, von dem seine Frau und sein Sohn versorgt werden sollen, während der Geiselnehmer seine Strafe absitzt. Als er von Beat Wenger informiert wird, dass der Helikopter bereit ist, verlässt er mit den Geiseln den Gerichtssaal und lässt bis auf Dominique Kuster und einen älteren Herren alle frei. Auf dem Weg zum Hubschrauber wird die kleinen Gruppe von Borchert aufgehalten, der einen Herzanfall simuliert. In der anschließenden Aufregung wird Alexander Böni von Marco Furrer erschossen. Als Reto Zanger am selben Abend versucht, seine Tochter zu erreichen, wird er von ihr weggedrückt. Borchert lässt sich unterdessen von Beat Bürki zum Firmensitz der Techstahl fahren, um dort Zeuge der Verhaftung von Paul Läuter zu werden.

## Hintergrund
Der Film wurde vom 15. November 2018 bis zum 17. Dezember 2018 an Schauplätzen in Zürich sowie in der tschechischen Hauptstadt Prag gedreht.

## Rezeption

### Kritik
Die Kritiker der Fernsehzeitschrift TV Spielfilm fand, „die nervöse Spannung überträgt sich, Mitbibbern garantiert. Selten sah man Ina Paule Klink so emotional“. Sie urteilten: „So spannend war ein Zürich-Krimi noch nie“ und bewerteten mit dem Daumen nach oben.
Tilmann P. Gangloff schrieb auf tittelbach.tv: „Erneut hat Roland Suso Richter einen fesselnden Stoff zu einem Hochglanz-Thriller veredelt. Wolf Jakobys Geschichte ist allerdings so gut, dass es womöglich nicht mal der besonderen Fähigkeiten dieses Regisseurs bedurft hätte, um einen guten Film daraus zu machen.“ Weiterhin: „Delikte aus dem Bereich Wirtschaftskriminalität sind eigentlich ein guter Krimistoff; wenn die Sujets bloß nicht so kompliziert wären. Der siebte ‚Zürich-Krimi‘ ist allerdings ein ausgezeichnetes Beispiel dafür, wie sich ein entsprechender Hintergrund für einen packenden Hochspannungs-Thriller nutzen lässt.“
Das Branchenportal Quotenmeter.de kritisiert „erzählerische Taschenspielertricks“ und mahnt die vielen zufälligen Wendungen an, die den Plot prägen. Dennoch sei Borchert und die tödliche Falle dynamisch inszeniert und „besser als die meisten generisch heruntergekurbelten Donnerstagskrimis“.
Der Kritiker der Fernsehzeitschrift Prisma bewertet diese Folge des Zürich-Krimis als „durchaus opulent inszenierte Geiseloper“, bei der es allerdings an erkennbaren Zusammenhängen und somit an schlüssiger Handlung fehle, was seiner Ansicht nach auch nicht durch die Actionpassagen ausgeglichen werden könne.

### Einschaltquoten
Bei der Erstausstrahlung von Borchert und die tödliche Falle am 23. April 2020 verfolgten 6,06 Millionen Zuschauer die Filmhandlung, was einem Marktanteil von 18,5 Prozent entsprach. Bei den 14–49-Jährigen verfolgten 0,58 Millionen Zuschauer die Filmhandlung, mit einem Marktanteil von 6,0 Prozent.